# Premios Amanda
Los Premios Amanda (en noruego: Amandaprisen) es un premio otorgado anualmente por el Instituto Noruego de Cine en Haugesund, Noruego, para promover y mejorar el cine noruego. El premio se creó en 1985, y desde el año 2005 ha sido exclusivamente otorgado a películas (no televisión). Los ganadores reciben un trofeo del escultor Kristian Kvakland, el motivo —y nombre de los premios— de la escultura provienen de una leyenda de una mujer local de la década de 1920. La ceremonia de entrega es cada año un evento de gran importancia y es televisado en todo el país.

## Historia
Los premios Amanda fueron creados en 1985 como parte del Festival Internacional de Cine de Noruega, con el objeto de "aumentar la calidad y expandir las películas noruegas". El año 1993 fue la excepción a la norma, porque se llamó al premio "Amanda Nórdica" para incluir a todos los países nórdicos. Dese el 2005, la televisión no fue incluida más en las categorías, y un premio específico, solo para televisión, "Gullruten", tomó aquella función. Desde aquel momento, los premios se volvieron exclusivos de cine. Cerca de aquellos tiempos otros cambios también han ocurrido. Desde sus comienzos, la ceremonia era televisada por la emisora estatal Norsk rikskringkasting (NRK). En 2006, sin embargo, NRK terminó su patrocinio, y la transmisión quedó en mano de la emisora privada TV 2.
En el año 2007, un "Amanda del Público" ("Folkets Amanda") fue otorgado por primera vez, el cual es elegido por voto popular. El primer ganador de esta categoría fue la película de terror Fritt Vilt, dirigida por Roar Uthaug.